# Buzlupınar, Çayeli
Buzlupınar là một xã thuộc huyện Çayeli, tỉnh Rize, Thổ Nhĩ Kỳ. Dân số thời điểm năm 2010 là 427 người.